# Instytut Obrabiarek i Obróbki Skrawaniem
Instytut Obrabiarek i Obróbki Skrawaniem – jednostka organizacyjna Ministerstwa Przemysłu Ciężkiego, powołana z zadaniem prowadzenia prac naukowo-badawczych mających na celu zapewnienia postępu technicznego i organizacyjnego w dziedzinie obrabiarek i obróbki skrawaniem.

## Powołanie Instytutu
Na podstawie zarządzenia Ministra Przemysłu Ciężkiego z  1951 r. w sprawie utworzenia Instytutu Obrabiarek i Obróbki Skrawaniem ustanowiono Instytut. Powołanie Instytutu pozostawało w ścisłym związku z ustawą z 1951 r. o instytutach naukowo-badawczych dla potrzeb gospodarki narodowej.
Instytut wyodrębniono z Głównego Instytutu Mechaniki.
Zwierzchni nadzór nad Instytutem sprawował Minister Przemysłu Ciężkiego. Siedzibą Instytutu był Kraków.

## Podstawowe zadania Instytutu
Podstawowy zadaniem Instytutu było prowadzenie prac naukowo-badawczych w dziedzinie technicznej, organizacyjnej i ekonomicznej, w zakresie:
- obrabiarek,
- narzędzi i obróbki skrawaniem,
- zapewnienia postępu technicznego,
- wprowadzenia nowych metod technologicznych do krajowej produkcji.

## Finansowanie Instytutu
Ogół dochodów i wydatków Instytutu objęty był budżetem Państwa (budżet centralny) w części dotyczącej Ministerstwa Przemysłu Ciężkiego.